# Muhammad Fareed Didi

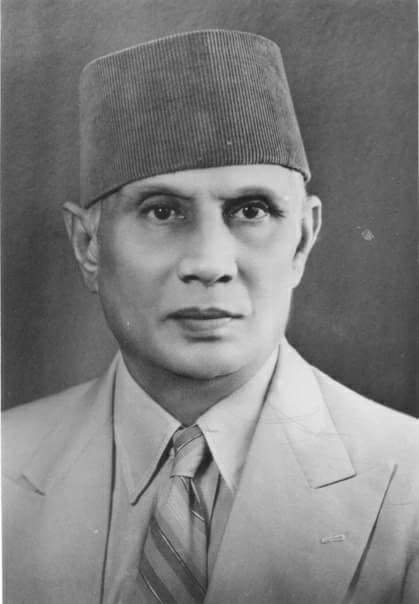
Muhammad Fareed Didi, Sultan der Malediven.

Muhammad Fareed Didi KCMG (Dhivehi އަލްއަމީރު މުޙަންމަދު ފަރީދު ދީދީ, Al’amīru Muḥanmadu Farīdu Dīdī, geb. 11. Januar 1901; gest. 27. Mai (März) 1969) war der letzte Sultan der Malediven. Er war der Sohn von Sultan Abdul Majeed Didi (Al Munthakhab Liarshi Dhaulathil Mahaldheebiyya). Zugleich war er der erste maledivische Monarch der den Titel „King“ und die Anrede „His Majesty“ führte. Seine Regierungszeit als Sultan ging vom 7. März 1954 bis zum 26. Juli 1965. Als „König der Malediven“ regierte er vom 26. Juli 1965 bis zum 11. November 1968. Er wurde 1968 abgesetzt, als die Malediven Republik wurden. Er starb im Jahr darauf.

## Leben

### Jugend und Ausbildung
Muhammad Fareed Didi war der Sohn von Abdul Majeed Didi und dessen Frau Veyogey Dhon Goma. Er studierte am Royal College, Colombo, Ceylon (Sri Lanka). Nach einem 7-jährigen Aufenthalt in Ceylon kam er zurück und wurde am 16. Dezember 1932 Premierminister unter Sultan Hassan Nooraddeen II. Er diente auch als Sprecher der People’s Majlis von 1933 bis 1942.

## Regierungszeit
Nach dem Sturz von Präsident Mohamed Amin Didi wurde 1953 Verfassungsreferendum durchgeführt und das Land wurde erneut zum Sultanat erklärt. Eine neue People’s Majlis wurde gewählt, nachdem die erste „People’s Majilis“ nach dem Ende der Revolution aufgelöst worden war. Die Mitglieder der speziellen Majilis entschieden sich für eine geheime Wahl um einen Sultan zu wählen und Prinz Mohammed Fareed Didi wurde 1954 als 84. Sultan gewählt. Sein erster Premierminister war Ehgamugey Ibraahim Ali Didi (später Ibraahim Faamuladheyri Kilegefaan). Am 11. Dezember 1957 wurde der Premierminister jedoch wieder gezwungen abzudanken und Velaanagey Ibrahim Nasir wurde am folgenden Tag als neuer Premierminister gewählt.
Am 15. November 1967 wurde im Parlament eine Abstimmung durchgeführt, ob die Malediven weiterhin als Konstitutionelle Monarchie fortbestehen oder Republik werden sollte. Von den 44 Parlamentariern stimmten vierzig für eine Republik. Am 15. März 1968 wurde ein nationales Verfassungsreferendum durchgeführt. 81,23 % der Stimmen waren für die Errichtung einer Republik. Die Republik wurde am 11. November 1968 ausgerufen. Damit endete die 853 Jahre alte Monarchie.

## Tod
Nach seiner Absetzung verließ der König den Königspalast und zog sich in seine private Residenz („Maabagychaage“, das heutige Gebäude der Madschlis) in Henveiru zurück. Er starb am 27. Mai 1969 in Malé. Er erhielt ein Staatsbegräbnis und wurde auf dem Galolhu Cemetery beigesetzt.

## Ehrungen
- Order of St Michael and St George

| Vorgänger         | Amt                            | Nachfolger            |
| ----------------- | ------------------------------ | --------------------- |
| Abdul Majeed Didi | Sultan der Malediven 1954–1968 | Monarchie abgeschafft |